# تبخر الكريات الغازية

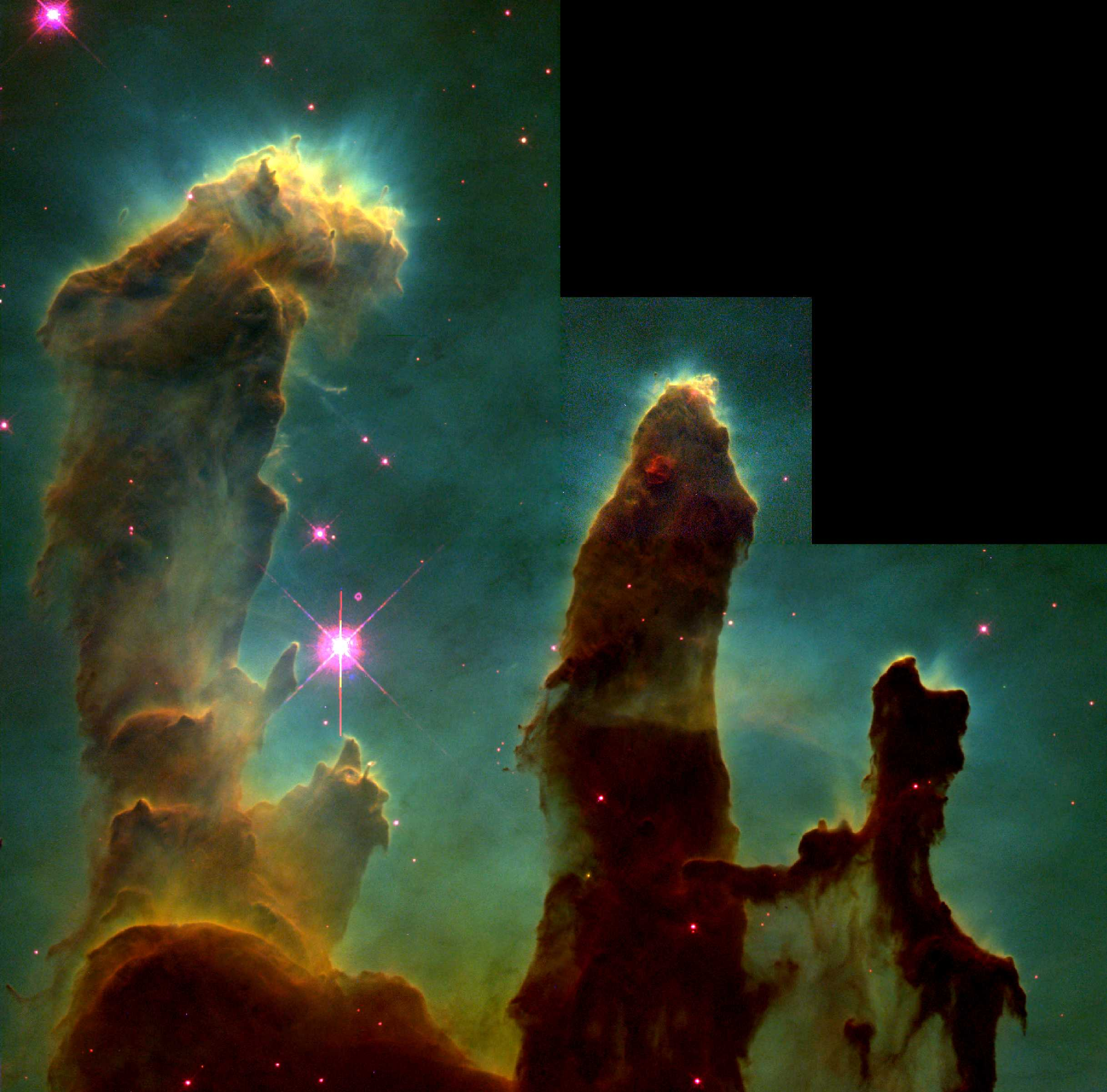
أبراج التخليق في سديم النسر تحتوي على مناطق تبخر الكريات الغازية مما يؤدي إلى تشكيل حواضن نجمية

تبخر الكريات الغازية (بالإنجليزية: Evaporating gaseous globules) هي مناطق كثيفة في الفضاء الخارجي معظمها من غاز الهيدروجين الجزيئي وتكون فيها الغازات المظللة محمية من الأشعة فوق البنفسجية المؤينة. المناطق الكثيفة من الغاز المحمية من قبل تبخر الكريات الغازية يمكن أن تساعد على ولادة نجوم جديدة نتيجة انهيار الغاز بفعل الجاذبية. حددت الكريات الغازية المتبخرة أولا وبشكل قاطع من خلال الصور التي التقطها مرصد هابل الفضائي في عام 1995.